# Circuit International Automobile Moulay El Hassan
Circuit International Automobile Moulay El Hassan, även känd som Marrakech Street Circuit, är en 4,54 kilometer lång stadsbana i distriktet Agdal i Marrakech i Marocko. Under 2009 arrangerades en deltävling i World Touring Car Championship på banan under namnet FIA WTCC Race of Morocco, som blev den första WTCC-deltävlingen i Afrika och de första internationella racingloppen i Marocko, sedan Marockos Grand Prix i Formel 1 1958, vilket kördes på den numera nedlagda racerbanan Ain Diab i Casablanca. Chevroletförarna Robert Huff och Nicola Larini vann var sitt race.
Den 2 maj 2010 kom WTCC tillbaka till Marrakech och då även FIA Formula Two Championship som en supporttävling. Banan hade då byggts om lite sedan året innan och banans längd hade ökat från 4,54 kilometer till 4,624 kilometer. Tävlingarna drabbades av långa safety car-perioder och långsamt arrangörsarbete, beroende på inte alltför stor erfarenhet från arrangörernas sida.

## Externa länkar

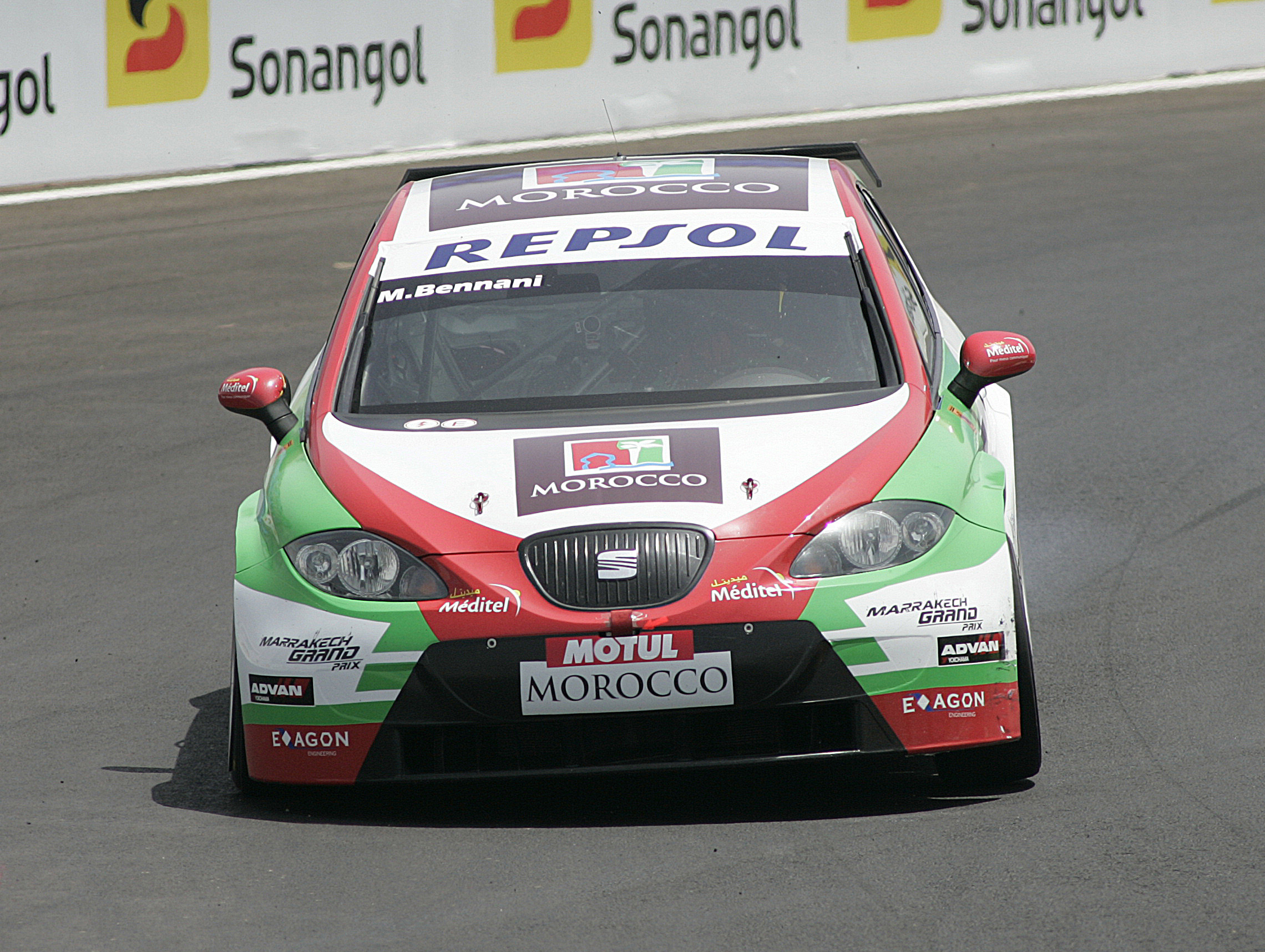
Hemmaföraren Mehdi Bennani på Marrakech Street Circuit i WTCC 2009.